# Вогт, Гюстав
Гюстав Вогт (фр. Gustave Vogt; 17 марта 1781, Страсбург — 20 мая 1870, Париж) — французский гобоист и педагог.
Учился в Парижской консерватории у Франсуа Салантена. С 1798 г. играл в оркестре театра Монтансье, затем в других парижских театрах, пока в 1805 г. не был вступил в военный оркестр гвардии Наполеона Бонапарта, в составе которой участвовал в австрийском походе французской армии; после взятия французами Вены познакомился с Йозефом Гайдном и Людвигом ван Бетховеном.
По возвращении в Париж Вогт работал в оркестре театра Фейдо, а в 1814 г., после отставки своего учителя Салантена, поступил в оркестр Парижской оперы, в котором играл до выхода на пенсию в 1854 г. Одновременно он на протяжении ряда лет играл в Оркестре Парижской консерватории, а сезоны 1835 и 1838 гг. провёл в Лондоне как первый гобой местного филармонического оркестра. Кроме того, в 1815—1830 гг. Вогт занимал пост первого гобоя королевской капеллы. В 1808—1844 гг. он преподавал в Парижской консерватории, где среди его учеников были, в частности, Анри Брод, Станислас Верру, Шарль Колен и др.